# Лясоти
Лясоти (пол. Lasoty, нім. Lasten) — село в Польщі, у гміні Роґово Рипінського повіту Куявсько-Поморського воєводства.
Населення — 261 особа (2011).
У 1975-1998 роках село належало до Влоцлавського воєводства.

## Демографія
Демографічна структура станом на 31 березня 2011 року:
|          | Загалом | Допрацездатний вік | Працездатний вік | Постпрацездатний вік |
| -------- | ------- | ------------------ | ---------------- | -------------------- |
| Чоловіки | 128     | 33                 | 81               | 14                   |
| Жінки    | 133     | 35                 | 65               | 33                   |
| Разом    | 261     | 68                 | 146              | 47                   |